# Alex Jordan
Alex Jordan, född 20 september 1963, död 2 juli 1995, var en amerikansk porrskådespelerska. Hon vann 1993 års AVN Awards för bästa nykomling. Jordan gjorde entré i porrbranschen 1992, 29 år gammal. Hon var en av de kvinnliga pionjärer som grundade gonzo-subgenren. Hennes mest uppskattade scener var av lesbiskt slag. 2 juli 1995 begick Jordan självmord genom hängning.